# Caso superlativo
En gramática, el caso superlativo ( abreviado supl o más ambiguamente sup ) es un caso de sustantivos que normalmente indica objetos sobre los cuales se mueve otro objeto ( el movimiento sobre es importante aquí).
- Tiré la pelota encima de la casa . Utilizado en Lenguas caucásicas nororientales como el tsez , el bezhta y el hinduq .